# Таволжанское водохранилище
Таволжанское водохранилище — небольшое русловое водохранилище на реке Таволжанка (левый приток реки Оскол). Расположено в селе Таволжанка Двуречанского района Харьковской области. Водохранилище построено в 1973 году по проекту Харьковского филиала института «Укргипроводхоз». Назначение — орошение, рыборазведения, рекреация. Вид регулирования — сезонное.

## Основные параметры водохранилища
- Нормальный подпорный уровень — 96,0 м;
- Форсированный подпорный уровень — 97,0 м;
- Полный объем — 1,40 млн м³;
- Полезный объем — 1190000 м³;
- Длина — 2,228 км;
- Средняя ширина — 0,187 км;
- Максимальные ширина — 0,28 км;
- Средняя глубина — 3,28 м;
- Максимальная глубина — 7,50 м.

## Основные гидрологические характеристики
- Площадь водосборного бассейна — 47 км².
- Годовой объем стока 50 % обеспеченности — 1970000 м³.
- Паводковый сток 50 % обеспеченности — 1,80 млн м³.
- Максимальный расход воды 1 % обеспеченности — 47 м³/с.

## Состав гидротехнических сооружений
- Глухая земляная плотина длиной — 398 м, высотой — 9,5 м, шириной — 10 м. Заделка верхового откоса — 1:8, низового откоса — 1:2,5.
- Береговой водосброс с переездом. Входной оголовок — полигональный высотой 1,5-2,0 м, длина водосливной кромки — 26 м.
- Водопроводная часть под автодорогой выполнена в виде прямоугольной трубы размерами 3(1,8×2,0) м.

## Использование водохранилища
Водохранилище было построено для орошения в колхозе «Маяк» Двуречанского района.